# Zaranou
Zaranou è una città e sottoprefettura della Costa d'Avorio appartenente al  dipartimento di Abengourou. Conta una popolazione di 33 539 abitanti (censimento 2014).